# Reinhold Zagorny
Reinhold Zagorny (* 30. September 1956) ist ein ehemaliger deutscher Fußballspieler.

## Karriere
Zagorny spielte für den VfL Bochum in den 1980ern 16-mal in der Bundesliga. Parallel war er im Amateurteam aktiv. Zu seinem Debüt kam er in der Saison 1981/82, als er am 10. Spieltag in der 56. Spielminute beim Auswärtsspiel gegen den Karlsruher SC von Trainer Rolf Schafstall für Wolfgang Patzke beim Stand von 2:0 für den KSC eingewechselt wurde. Das Spiel endete 2:2. Die Runde endete am 29. Mai 1982 mit einem 3:1-Heimerfolg des VfL gegen den FC Bayern München. Auch da wurde Zagorny eingewechselt: In der 67. Minute für Ulrich Bittorf. Insgesamt kam er 1981/82 zu 12 Einsätzen und Bochum belegte den 10. Rang. Sein letztes Bundesligaspiel bestritt Zagorny am 17. März 1984 bei einem Auswärtsspiel gegen Bayern München. Das Team von Trainer Udo Lattek entschied die Begegnung mit 5:1 für sich und Bochum belegte mit 28:40 Punkten den 15. Rang. Michael Lameck, Walter Oswald und Frank Schulz waren die Stammspieler im VfL-Mittelfeld gewesen. 
Zur Saison 1985/86 wechselte er zur SpVgg Erkenschwick in die Fußball-Oberliga Westfalen.